# Walter Mitty titkos élete (film, 2013)
A Walter Mitty titkos élete (The Secret Life of Walter Mitty) 2013-as amerikai romantikus kalandfilm, melynek főszereplője és rendezője Ben Stiller. A film James Thurber 1939-ben megjelent azonos című novellájának a feldolgozása. Hasonló adaptáció 1947-ben is készült, azt Samuel Goldwyn készítette, Norman Z. McLeod rendezte, Walter Mittyt pedig Danny Kaye alakította.
Premierje 2013. október 5-én volt a New York-i fesztiválon. Az általános bemutatóra az Amerikai Egyesült Államokban december 25-én, Magyarországon december 26-án került sor.

## Történet
Walter Mitty a Life magazin fényképnegatívokkal foglalkozó alkalmazottja, aki gyakran álmodozik hőstettekről. Szerelmes lesz az egyik kolléganőjébe, Cherylbe, akihez azonban nem mer közeledni. A híres fotóriporter, Sean O’Connell elküld neki egy fényképsorozatot, amiből a címlapra szánt 25. negatívot nem találják sehol. Mitty – a főnöke nyomására és Cheryl bátorítására – úgy dönt, hogy ezúttal nem gondolatban, hanem a valóságban lesz a tettek embere. Egzotikus tájakra indul (Grönland, Izland, Himalája, Afganisztán), hogy felkutassa O’Connellt, s kiderítse, mi lett a kérdéses negatívval. Waltert útja során Cheryl is segíti, néha a valóságban, telefonon keresztül, néha pedig képzelgéseiben megjelenve.

## Szereplők
| Színész               | Szerep                                               | Magyar hangja       |
| --------------------- | ---------------------------------------------------- | ------------------- |
| Ben Stiller           | Walter Mitty                                         | Kálloy Molnár Péter |
| Kristen Wiig          | Cheryl Melhoff, Walter kolléganője                   | Huszárik Kata       |
| Shirley MacLaine      | Edna Mitty, Walter anyja                             | Bánsági Ildikó      |
| Adam Scott            | Ted Hendricks, Walter főnöke                         | Rajkai Zoltán       |
| Kathryn Hahn          | Odessa Mitty, Walter nővére                          | Bertalan Ágnes      |
| Sean Penn             | Sean O’Connell, fotóriporter                         | Epres Attila        |
| Patton Oswalt         | Todd Maher, az eHarmony ügyfélszolgálati képviselője | Elek Ferenc         |
| Ólafur Darri Ólafsson | Helikopterpilóta Izlandon                            | Schneider Zoltán    |
| Adrian Martinez       | Hernando, Walter közvetlen kollégája                 | Holl Nándor         |
| Gunnar Helgason       | A hotel biztonsági őre                               | Kerekes József      |
| Paul Fitzgerald       | Don Proctor                                          | Szatory Dávid       |